# Will Power
William Steven Power (Queensland, 1981. március 1. –) ausztrál autóversenyző, IndyCar-ban versenyez a Team Penske színeiben. A 2018-as indianapolisi 500 verseny győztese.

## Pályafutása

### Európában
2004-ben tesztelhette a Formula–1-es Minardi autót, a szintén Ausztrál Will Davisonnal együtt.
2005-ben teljes szezont ment a Renault-Világsorozatban a Carlin Motorsport-al. A szezon folyamán háromszor állt fel a dobogóra ebből 2 versenyt meg is nyert. Ezenkívül csak egy negyedik és tizedik hellyel tudott pontot szerezni. Az A1 Grand Prix szezonnyitó futamán is rajthoz állhatott az Ausztrál csapat színeiben Brands Hatch-ben.

### Champ Car
A Champ Car 2005-ös szezonjának utolsó két futamán rajthoz állhatott a Walker Racing csapattal. Az első futamát hazai pályán a Queensland-i Surfers Paradise-ban teljesítette. Eredetileg csak erre a futamra szerződött de a Mexikói évzáró futamra is lehetőséget kapott miután a csapat teljes szezonos Ausztrál versenyzője Marcus Marshall szerződésszegés miatt elhagyta a csapatot.
Power 2006-ban már teljes szezont mehetett a Walker Racing színeiben. A szezon folyamán kilenc alkalommal végzett az első tízben és az időmérő edzéseken is erősen szerepelt valamint a Mexikói futamon megszerezte első dobogós helyezését is ezzel megérdemelten szerezte meg az év újonca címet és a bajnokságban a hatodik helyet szerezte meg.
2007. április 8-án a Champ Car szezonnyitó versenyén, Las Vegas-ban sikerült megszereznie az első Champ Car győzelmét úgy, hogy a pole-pozícióból indult és a leghosszabb ideig vezetett a versenyben. Az év folyamán még egy győzelmet tudott szerezni a torontói futamon az eső közepette. A bajnokságban a 4. helyet szerezte meg.

### IndyCar

#### 2008

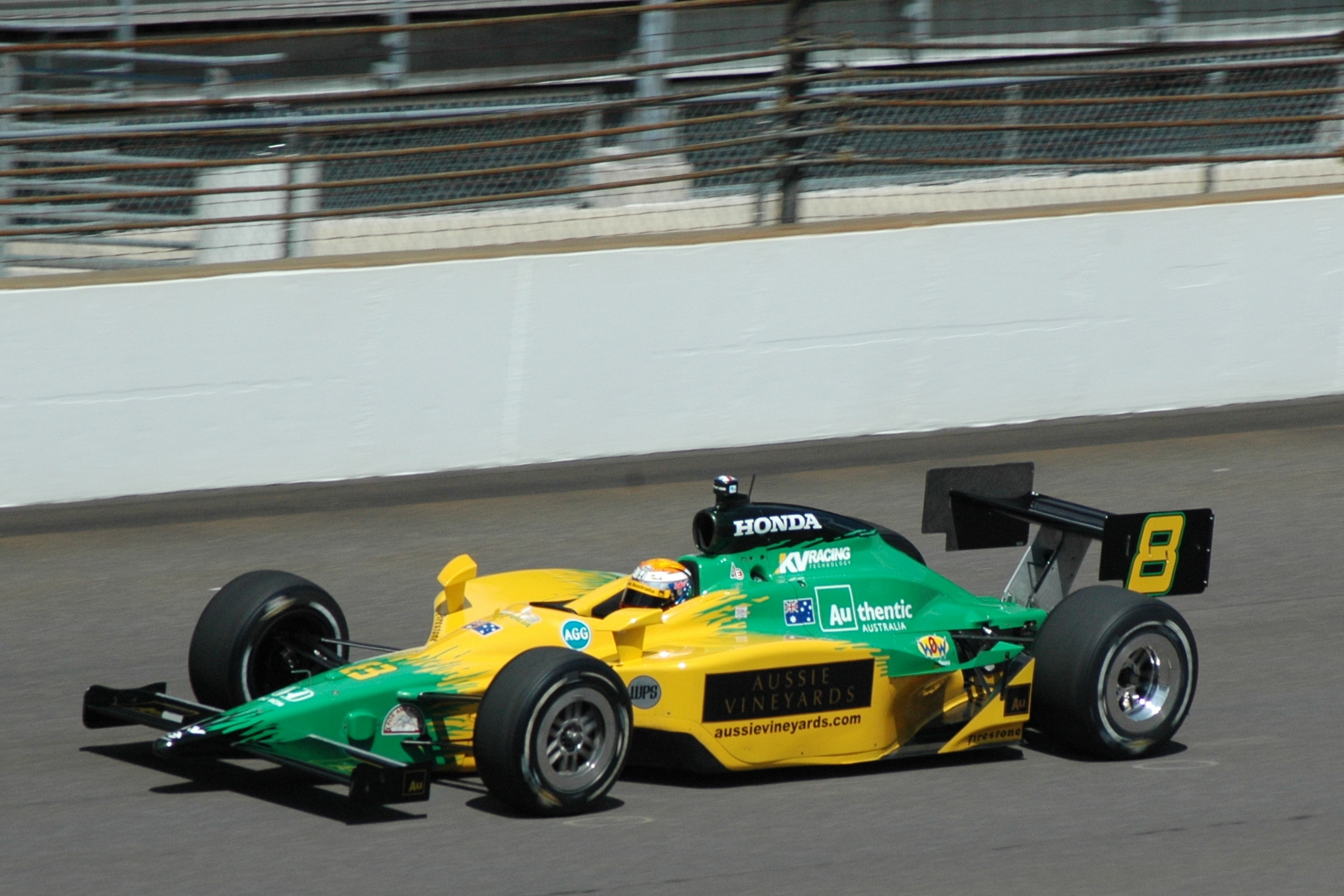
Power a 2008-as indianapolisi 500 szabadedzésén..

2008-ban a Champ Car és az IndyCar összeolvadása ellenére úgy tűnt, hogy marad a Walker Racing pilótája, de a csapat szponzorával együtt a KV Racing Technology-hoz szerződött Oriol Servià csapattársául. Power nyerte a Champ Car búcsúversenyét Long Beach-ben a húsz induló közül ezzel hamar megszerezte első IndyCar győzelmét és utolsó Champ Car győzelmét, mert ez a futam beszámított az IndyCar bajnokságba. Ezenkívül kétszer végzett az első öt között a szezon folyamán. A bajnokságban a csapattársa Servià jobb helyen végzett, mint Power. A bajnokságba nem számító Ausztrál versenyen megszerezte a pole-pozíciót és jó úton haladt a győzelem felé de fel kellett adnia végül a versenyt mert falnak rohant.

#### 2009
2009. január 13-án jelentették be, hogy a Team Penske pilótája lesz és addig helyettesíti Hélio Castroneves-t amíg annak adóügyei elhúzódnak a bíróságon. A szezonnyitó versenyen St. Petersburg-ban a hatodik helyet sikerült megszereznie. Long Beach-ben már Castroneves is elindult, de Power-t elindították a harmadik autóban és a futamon a második helyet sikerült megszereznie Dario Franchitti mögött. Legközelebb az Indy 500-on állhatott csak rajthoz és ott is remekül ment és az ötödik helyet szerezte meg. Utána csak öt versenyre volt szerződése a csapattal. Edmonton-ban sikerült megszereznie első tényleges IndyCar győzelmét Júliusban. A Sonoma-i futamon a szabadedzésen ütközött Nelson Philippe-el és súlyosan megsérült ezért a Sonoma-i futamot ki kellett hagynia és a tervezett Homestead-i futamon sem indulhatott el.

#### 2010
2009. november 19-én jelentették be, hogy Power 2010-ben teljes szezont mehet a Team Penske csapatban és a szponzora a Verizon Wireless lesz. Power a 2010-es szezon első két versenyét meg is tudta nyerni Brazíliában és St. Petersburg-ban. Utoljára Sam Hornish Jr. tudta megnyerni a szezon első két versenyét 2001-ben. Ezt követően megszerezte a pole-t a Watkins Glen-i versenyre, majd első győzelmét ezen a történelmi pályán. Az épített/utcai pályán nyújtott jó teljesítménye miatt megkapta a Mario Andretti-trófeát.

#### 2011

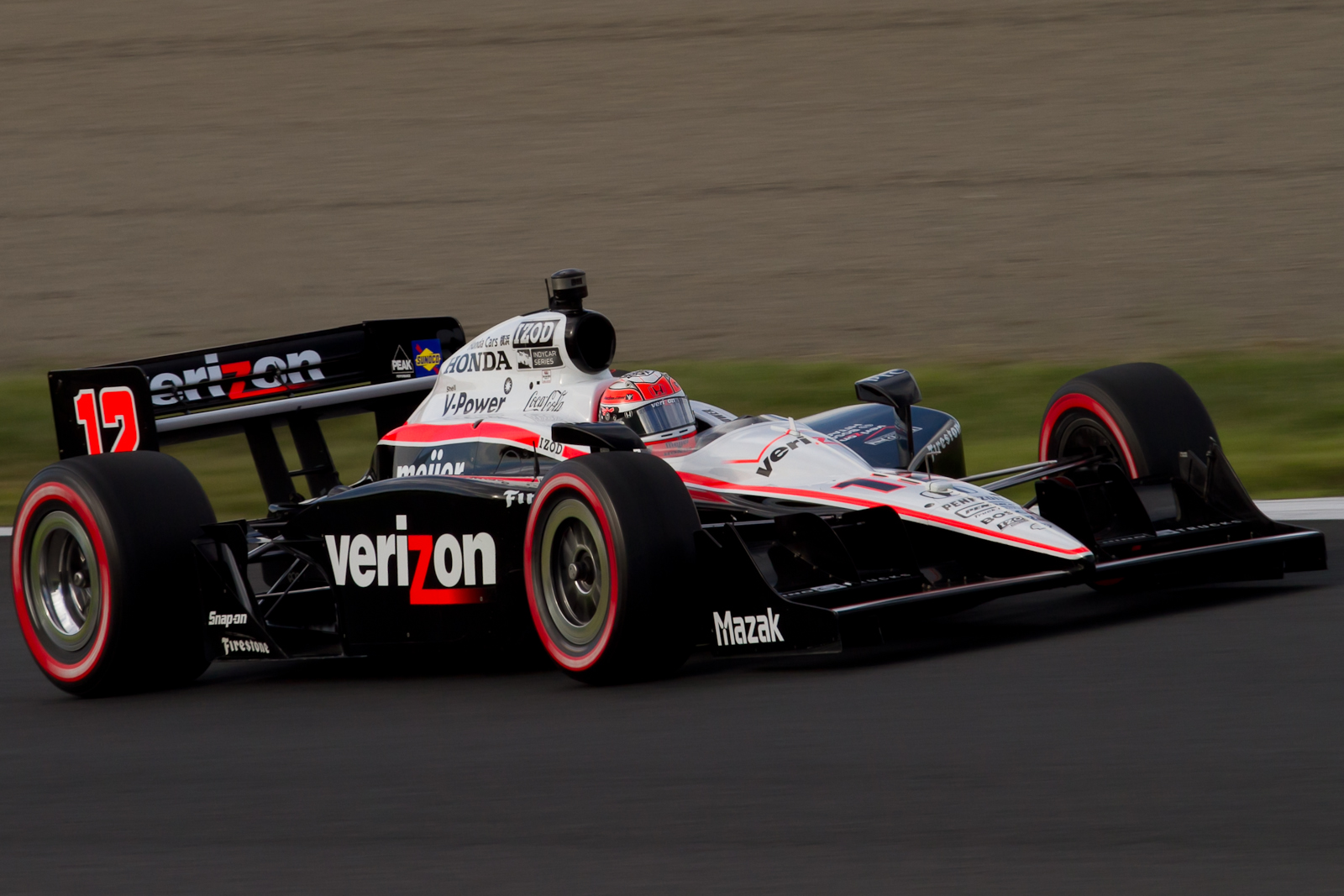
Power a 2011-es japán verseny időmérőjén.

A 2011-es szezonban sikerült nyernie Alabamában, Sao Pauloban, a Texas-ban a második versenyt, az Edmonton-ban, Sonoma-ban és Baltimore-ban. A New Hampshire-i verseny vége előtt néhány körrel a vizes pályán a pilóták tiltakozása ellenére újraindították a versenyt, emiatt többen kicsúsztak például Power és Danica Patrick. Mivel összetört az autója, Power dühödten kiszállt és elkezdett rohanni a versenyigazgató Brian Barnhart felé csak a biztonsági főnök megakadályozta, hogy eljusson Barnhart-hoz. Ezután elindult a csapata boksza felé, amikor viszont meglátta Branhartot dühödten mindkét kezének középső ujjának felmutatásával adta Barnhartnak tudomására az újraindításról alkotott véleményét Power. Ezután az interjúban elismerte, hogy eltúlozta a mutogatást, de továbbra is fenntartotta azon álláspontját, hogy Barnhart veszélybe sodorta a versenyzőket a verseny vizes pályán való újraindításával. A középső ujjainak mutogatása miatt 30.000 dollárra büntették meg.

#### 2012
A 2012-es szezonra is visszatért a Team Penske csapatához, csapattársaival, Castroneves-szel és Briscoe-val együtt. Ismét a #12-es rajtszámú autóval indult. Miután az idényt St. Petersburgben a hetedik hellyel nyitotta meg, Power utána három egymást követő győzelmet aratott a Barber Motorsports Parkban, Long Beach-en és brazíliai São Paulo utcáin, amivel a bajnokság élére állt. Egészen a tizenötödik hétvégéig tartotta a pontelőnyt, amikor is Ryan Hunter-Reay zsinórban a harmadik győzelmével átvette a vezetést. Később visszaszerezte a vezetést, és 36 pontos előnyt épített ki Mid-Ohióban és Sonomában, ahol erős második helyezést ért el. A szezon utolsó előtti versenyén, Baltimore utcáin Power és Hunter-Reay különböző stratégiákat választott, amikor elkezdett esni az eső. Hunter-Reay úgy döntött, hogy a vizes körülmények ellenére is a száraz gumikon marad, így megszerezte a győzelmet, míg Power a hatodik helyen végzett. A MAVTV 500-as szezonzáró az Auto Club Speedway-en, a kaliforniai Fontana városában került megrendezésre. A futamon Power autója vezető helyről megpördült és nekicsapódott a falnak a 250 körös verseny 55. körében. Hunter-Reay a verseny nagy részében sokáig hátul autózott, de végül 21 körrel a leintés előtt bejutott az első öt közé, végül pedig negyedik lett, így megszerezte a bajnoki címet. Power a harmadik egymást követő szezonjában végzett a 2. helyen a tabellán.

#### 2013
A 2013-as évad nehezen kezdődött a számára, ugyanis St. Petersburgben pole-ból indulva, a leggyorsabb kört megfutva, csak a 16. lett, miután ütközött J. R. Hildebranddal. São Paulóban autója motorja tüzet fogott, emiett ki kellett állnia. Detroitban újból balesetet szenvedett, amely több más autót is érintett. Sonomában, miután Scott Dixon ütközött, áthajtásos büntetést kapott, így Power vette át a futam vezetését. A következő 12 kört végig vezette, amivel első győzelmét szerezte az évben. Baltimoreban éppen Dixonnal ütközött és 18. lett. Houstonban dupla versenyt tartottak. Az első felvonáson egy lassú kerékcsere miatt bukta el a győzelmet, viszont a második futamon kiegyensúlyozott teljesítménnyel diadalmaskodott. Megnyerte a fontanai szezonzárót is, és ezzel a 2013-as évben az utolsó 5 versenyből 3-at is megnyert. A pilóták egyéni bajnokságában a 4. helyen végzett 498 ponttal.

#### 2014

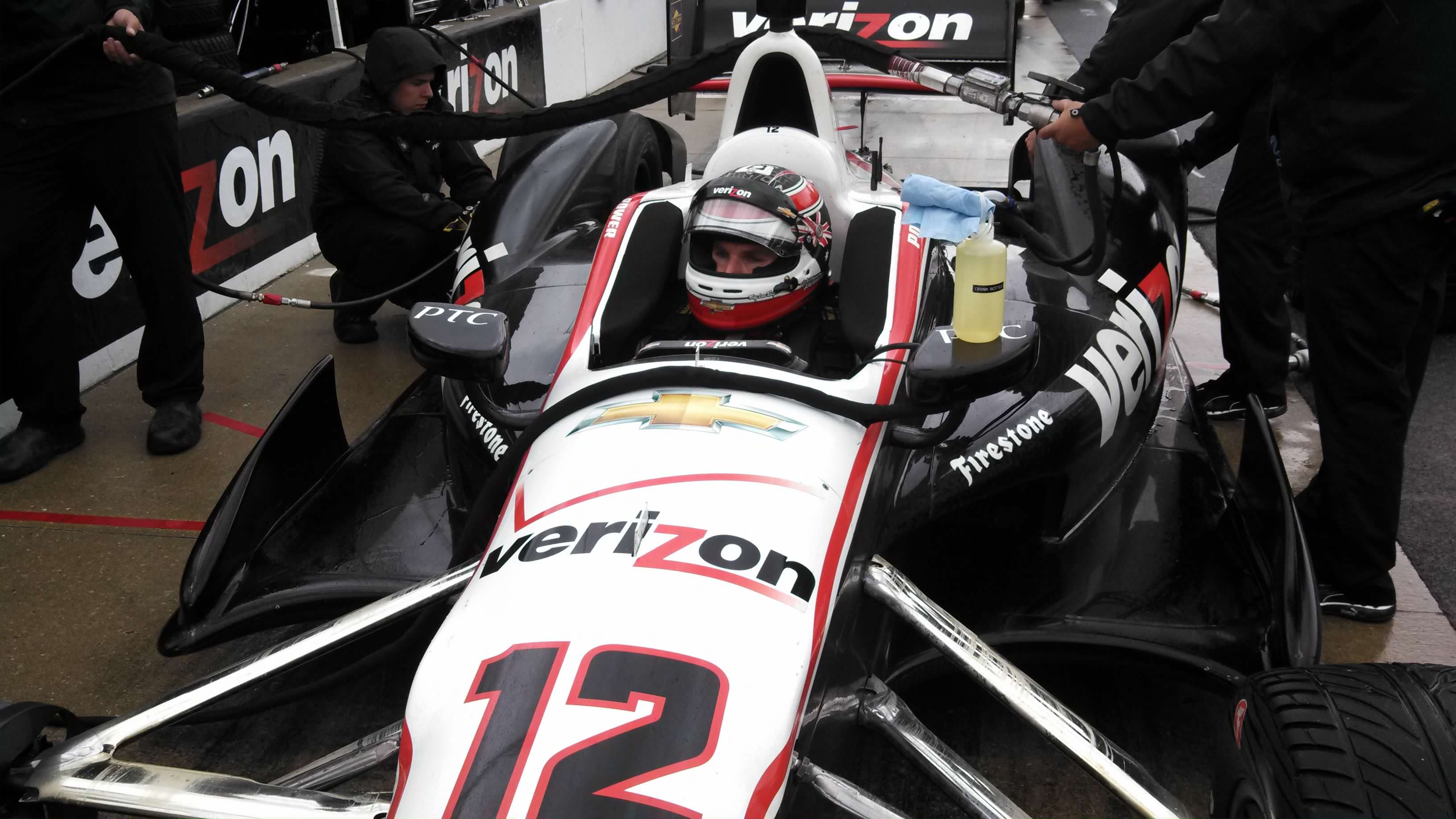
Power 2014-ben az Indianapolisi versenypályán.

A 2014-es szezonnyitót Szentpéterváron nyerte, miután a 31. körben megelőzte a pole-ból startoló japán, Szató Takumát. A második fordulóban, Long Beach-en a francia Simon Pagenauddal küzdött a 2. helyért, amelyet végül megszerzett, és így ért célba Mike Conway mögött. Az Indianapolisi 500-on nem tudott érdemben beleszólni a futamgyőzelembe, de a TOP10-ben látta meg a kockás zászlót. A két detroiti futam közül az elsőben harcolt Graham Rahallal a záró körökben, végül győzelmet szerzett. A második napon csapattársa, Hélio Castroneves nyert, ő pedig a második lett mögötte. Texasban egy bokszutcai büntetést kapott, ami a győzelmébe került, de visszakapaszkodott a 2. helyre. A fontanai utolsó futamon a kilencedik helyen végzett, amivel megnyerte első IndyCar-bajnoki címét, 62 ponttal megelőzve Hélio Castronevest a tabellán.

#### 2015
A 2015-ös évad nehezen sikerült számára, mégis a 3. harmadik helyen végezett a bajnokságban, annak ellenére, hogy az ovál pályákon rendre gyengébben teljesített. Sonomában pole-rekordot döntött, mert 1:16.2597-et ért el, 181,194 km/h átlagsebességgel. A szezon utolsó előtti versenyén, Sonomában Juan Pablo Montoyával ütközött, amivel már matematikailag sem maradt esélye bajnokságot nyerni. Összetettben a 3. lett, 493 ponttal Dixon és Montoya mögött.
Sikereinek túlnyomó részét utcai-, illetve épített versenypályákon szerezte, saját elmondása szerint az ovál vonalvezetések nem az erősségei.

#### 2016
A 2016-os idénynyitó hétvége egyik edzésén balesetet szenvedett, ami miatt a versenytől visszalépett, mivel nem kapott engedélyt az orvosoktól az indulásra, akik agyrázkódás tüneteit állapították meg nála. Utána lett nyilvános, hogy nem lett ilyen sérülése, és fül- vagy arcüreggyulladás lehetett, ami az agyrázkódás-szerű tüneteket okozta. Az év végén csapattársa, Pagenaud mögött a 2. helyen zárt és a 16 versenyből 4-et megnyert. A második futamot Detroitban, Road America-ban, Torontóban és Poconóban.

#### 2017
A 2017-es szezonjában csak az 5. helyen végzett a pontvadászatban, és három győzelmet aratott: Indianapolisban, a belső vonalvezetésen, Texasban és Poconóban. Időmérős teljesítménye azonban javult, ugyanis, szám szerint öt pole-pozíciót szerzett.

#### 2018

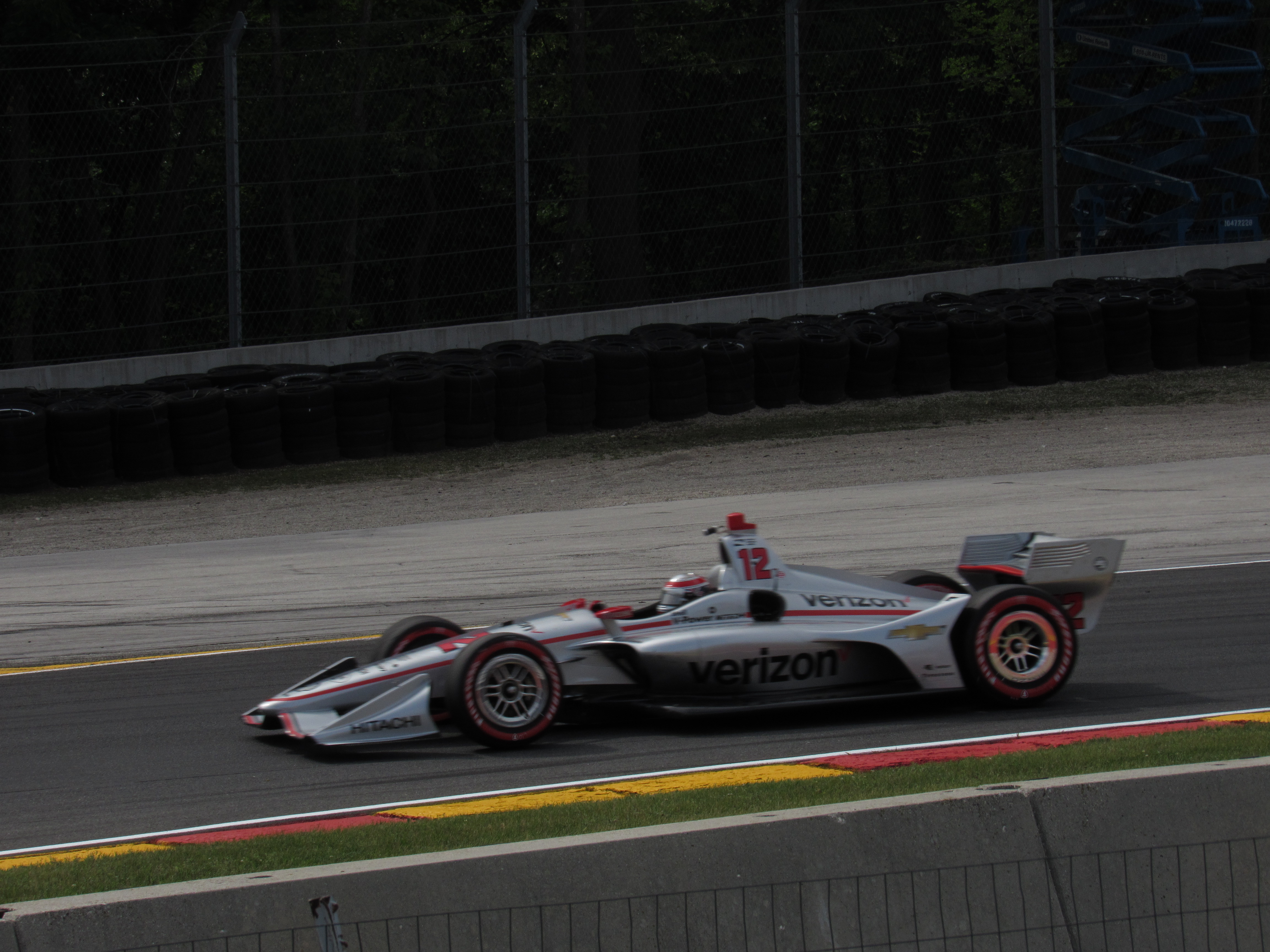
Power a 2018-as Road america fordulón.

2018-ban a lassú szezonkezdet ellenére, beleértve a Phoenixben és Alabamában zajló kieséseket is, győzelemmel zárta IndyCar nagydíjat Indianapolisban, és ezzel megszerezte a Team Penske 200. győzelmét a sorozatban. 2018. május 27-én a 102. indianapolis 500-at életében először zárta győzelemmel. Gatewayben a pontverseny állása alapján rajtoltak el, mert az időmérőt a heves esőzés miatt törölték. A futamot megnyerte, amivel a 2018-as IndyCar "oválbajnoki" címet is megszerezte. Egészen addig versenyben volt a sorozat bajnoki trófeájáért, amíg önhibájából nem ütközött a falnak Portlandben.

#### 2019
A 2019-es évadban a Pocono Racewayen és a Portlandi nagydíjon könyvelhetett el sikereket, így tíz szezonra nőtt az IndyCarban szezononkénti legalább egy futamgyőzelmes sorozata. Az összetettben 5. lett 550 egységgel.

#### 2020
A világméretű COVID-19-járvány késleltette a 14 eseményre lerövidítette a 2020-as szezont. A szezon végére sikerült jobb eredményeket elérnie, és megszerezte első győzelmét a Honda Indy 200-on Mid-Ohióban, a másodikat pedig a Harvest Grand Prix-n, növelve ezzel szezononként legalább egy futamgyőzelem sorozatát az IndyCarban. A szezont úgy fejezte be, hogy pole-pozíciót szerzett St. Petersburgban, de a futamot fel kellett adnia.

#### 2021
A brazil Hélio Castroneves Meyer Shank Racinghez való távozásával Power lett a Team Penske IndyCar csapatának legrégebbi tagja. 2015 óta a legjobb szezonnyitó eredményét érte el, és új, több évre szóló szerződést írt alá az alakulattal, amely a 2023-as szezonig kötötte a csapathoz. A 105. indianapolis 500 indulási jogáról majdnem lemaradt, csak a rajtrács 32. helyére kvalifikálta magát, ami eddigi legalacsonyabb rajtja volt a viadalon, és a Penske pilótái közül a legalacsonyabb az évben. Detroitban a Felix Rosenqvist által okozott piros zászló elrendelésekor vezette a mezőnyt. Az újraindításkor autójának ECU-rendszere túlmelegedett, és megakadályozta motorjának beindítását és később a 20. lett. Megnyerte az Indianapolis belső vonalvezetési futamot, megszakítva a 315 napig tartó nyeretlenségi sorozatát, és ezzel Roger Penske első győzelmét aratta a  pályán, amióta a létesítmény a Penske-család tulajdonában van. Első pole-ját a Gateway-en, ezzel Mario Andretti pole-pozíció rekordjához képest négyen belülre került. Végül a 9. helyen végzett a bajnokságban, ami a legalacsonyabb értékelése volt 2009 óta.

#### 2022

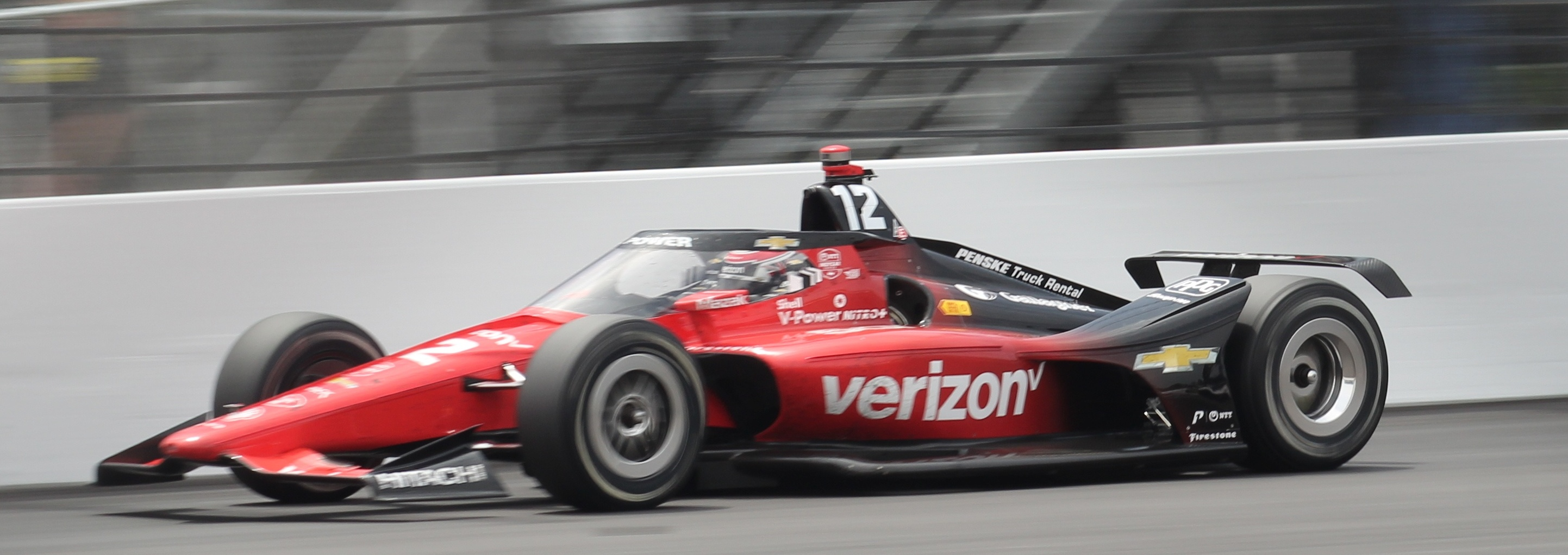
Power a 2023-as Indy500-on.

2022-ben az első öt futamon az első öt hely valamelyikén végzett. Szezonbeli egyetlen győzelmét, a 16. helyről rajtolva a Belle Isle-szigeten rendezett utolsó Detroiti nagydíjon aratta. Ötször volt leggyorsabb az időmérőkön, amivel megdöntötte Mario Andretti rekordját a legtöbb pole-pozíció tekintetében. Egyike volt annak az öt versenyzőnek, akik a szezonzáró Laguna Secában még matematikailag versenyben voltak a sorozat címéért, 20 pontos előnye volt Josef Newgarden és Scott Dixon előtt. A leintéskor 3. lett, amivel megnyerte élete második IndyCar bajnoki címét.

### Sportautózás
2023-ban a tervek szerint debütált volna a Daytonai 24 óráson a GTD-kategóriában induló SunEnergy1 Racing színeiben Fabian Schiller, Axcil Jeffreis, valamint honfitársa, egyben a csapat tulajdonosa, Kenny Habul oldalán. Azonban nem sokkal előtte Luca Stolz váltotta, mivel Power visszalépett, hogy gondját viselje feleségének, Elizabethnek, miután egy hátműtét során komplikációk léptek fel nála, és intenzív osztályra került.

## Eredményei

### Teljes A1 Grand Prix eredménysorozata
| Év      | Csapat     | 1      | 2    | 3    | 4    | 5    | 6    | 7    | 8    | 9    | 10   | 11   | Helyezés | Pont |
| ------- | ---------- | ------ | ---- | ---- | ---- | ---- | ---- | ---- | ---- | ---- | ---- | ---- | -------- | ---- |
| 2005–06 | Ausztrália | BRH1 4 | LAU1 | EST1 | ECR1 | SEP1 | DUB1 | DUR1 | SEN1 | MON1 | LAG1 | SHA1 | 13.      | 51   |
| 2005–06 | Ausztrália | BRH2 2 | LAU2 | EST2 | ECR2 | SEP2 | DUB2 | DUR2 | SEN2 | MON2 | LAG2 | SHA2 | 13.      | 51   |

### Champ Car
| Év   | Csapat | 1     | 2     | 3      | 4      | 5      | 6     | 7     | 8      | 9     | 10     | 11    | 12     | 13     | 14    | Helyezés | Pont |
| ---- | ------ | ----- | ----- | ------ | ------ | ------ | ----- | ----- | ------ | ----- | ------ | ----- | ------ | ------ | ----- | -------- | ---- |
| 2005 | Walker | LBH   | MTY   | MIL    | POR    | CLE    | TOR   | EDM   | SJO    | DEN   | MTL    | LVS   | SRF Ki | MXC 10 |       | 22.      | 17   |
| 2006 | Walker | LBH 9 | HOU 7 | MTY 11 | MIL Ki | POR 18 | CLE 9 | TOR 7 | EDM 6  | SJO 6 | DEN 4  | MTL 5 | ROA 13 | SRF 12 | MXC 3 | 6.       | 213  |
| 2007 | Walker | LVS 1 | LBH 3 | HOU 11 | POR 4  | CLE 10 | MTT 3 | TOR 1 | EDM Ki | SJO 4 | ROA Ki | ZOL 4 | ASS 14 | SRF Ki | MXC 2 | 4.       | 262  |

### Teljes IndyCar eredménysorozata
| Év   | Csapat               | 1      | 2      | 3      | 4      | 5       | 6       | 7       | 8      | 9      | 10     | 11     | 12     | 13     | 14     | 15     | 16     | 17     | 18    | 19      | Helyezés | Pontok |
| ---- | -------------------- | ------ | ------ | ------ | ------ | ------- | ------- | ------- | ------ | ------ | ------ | ------ | ------ | ------ | ------ | ------ | ------ | ------ | ----- | ------- | -------- | ------ |
| 2008 | KV Racing Technology | HMS Ki | STP 8  | MOT1   | LBH1   | KAN Ki  | INDY 13 | MIL 14  | TXS 13 | IOW 9  | RIR Ki | WGL 15 | NSH 11 | MDO 4  | EDM 22 | KTY Ki | SNM 25 | DET 8  | CHI 5 | SRF2 Ki | 12.      | 331    |
| 2009 | Team Penske          | STP 6  | LBH 2  | KAN    | INDY 5 | MIL     | TXS     | IOW     | RIR    | WGL    | TOR 3  | EDM 1  | KTY 9  | MDO    | SNM Ni | CHI    | MOT    | HOM    |       |         | 19.      | 215    |
| 2010 | Team Penske          | SAO 1  | STP 1  | ALA 4  | LBH 3  | KAN 12  | INDY 8  | TXS 14  | IOW 5  | WGL 1  | TOR 1  | EDM 2  | MDO 2  | SNM 1  | CHI 16 | KTY 8  | MOT 3  | HMS 25 |       |         | 2.       | 597    |
| 2011 | Team Penske          | STP 2  | ALA 1  | LBH 10 | SAO 1  | INDY 14 | TXS1 3  | TXS2 1  | MIL 4  | IOW 21 | TOR 24 | EDM 1  | MDO 14 | NHA 5  | SNM 1  | BAL 1  | MOT 2  | KTY 19 | LVS T |         | 2.       | 555    |
| 2012 | Team Penske          | STP 7  | ALA 1  | LBH 1  | SAO 1  | INDY 28 | DET 4   | TXS 8   | MIL 12 | IOW 24 | TOR 15 | EDM 3  | MDO 2  | SNM 2  | BAL 6  | FON 24 |        |        |       |         | 2.       | 465    |
| 2013 | Team Penske          | STP 16 | ALA 5  | LBH 16 | SAO 24 | INDY 19 | DET 8   | DET 20  | TXS 7  | MIL 3  | IOW 17 | POC 4  | TOR 15 | TOR 18 | MDO 4  | SNM 1  | BAL 18 | HOU 12 | HOU 1 | FON 1   | 4.       | 498    |
| 2014 | Team Penske          | STP 1  | LBH 2  | ALA 5  | IMS 8  | INDY 8  | DET 1   | DET 2   | TXS 2  | HOU 14 | HOU 11 | POC 10 | IOW 14 | TOR 9  | TOR 3  | MDO 6  | MIL 1  | SNM 10 | FON 9 |         | 1.       | 671    |
| 2015 | Team Penske          | STP 2  | NLA 7  | LBH 20 | ALA 4  | IMS 1   | INDY 2  | DET 4   | DET 18 | TXS 13 | TOR 4  | FON 19 | MIL 22 | IOW 10 | MDO 14 | POC 4  | SNM 7  |        |       |         | 3.       | 493    |
| 2016 | Team Penske          | STP Ni | PHX 3  | LBH 7  | ALA 4  | IMS 19  | INDY 10 | DET 20  | DET 1  | ROA 1  | IOW 2  | TOR 1  | MDO 2  | POC 1  | TXS 8  | WGL 20 | SNM 20 |        |       |         | 2.       | 532    |
| 2017 | Team Penske          | STP 19 | LBH 13 | ALA 14 | PHX 2  | IMS 1   | INDY 23 | DET 18  | DET 3  | TXS 1  | ROA 5  | IOW 4  | TOR 21 | MDO 2  | POC 1  | GTW 20 | WGL 6  | SNM 3  |       |         | 5.       | 562    |
| 2018 | Team Penske          | STP 10 | PHX 22 | LBH 2  | ALA 21 | IMS 1   | INDY 1  | DET 7   | DET 2  | TXS 18 | ROA 23 | IOW 6  | TOR 18 | MDO 3  | POC 2  | GTW 1  | POR 21 | SNM 3  |       |         | 3.       | 582    |
| 2019 | Team Penske          | STP 3  | COA 24 | ALA 11 | LBH 7  | IMS 7   | INDY 5  | DET 18  | DET 3  | TXS 9  | ROA 2  | TOR 18 | IOW 15 | MDO 4  | POC 1  | GTW 22 | POR 1  | LAG 2  |       |         | 5.       | 550    |
| 2020 | Team Penske          | TXS 13 | IMS 20 | ROA 2  | ROA 11 | IOW 21  | IOW 2   | INDY 14 | GTW 17 | GTW 3  | MDO 1  | MDO 7  | IMS 6  | IMS 1  | STP 24 |        |        |        |       |         | 5.       | 396    |
| 2021 | Team Penske          | ALA 2  | STP 8  | TXS 14 | TXS 13 | IMS 11  | INDY 30 | DET 20  | DET 6  | ROA 3  | MDO 25 | NSH 14 | IMS 1  | GTW 3  | POR 13 | LAG 26 | LBH 10 |        |       |         | 9.       | 357    |
| 2022 | Team Penske          | STP 3  | TXS 4  | LBH 4  | ALA 4  | IMS 3   | INDY 15 | DET 1   | ROA 19 | MDO 3  | TOR 15 | IOW 3  | IOW 2  | IMS 3  | NSH 11 | GTW 6  | POR 2  | LAG 3  |       |         | 1.       | 560    |
| 2023 | Team Penske          | STP 7  | TXS 16 | LBH 6  | ALA 3  | IMS 12  | INDY 23 | DET 2   | ROA 13 | MDO 3  | TOR 14 | IOW 5  | IOW 2  | NSH 10 | IMS 6  | GTW 9  | POR 25 | LAG 4  |       |         | 7.       | 425    |
| 2024 | Team Penske          | STP .  | TRM2   | LBH    | ALA    | IMS     | INDY    | DET     | ROA    | LAG    | MDO    | IOW    | IOW    | TOR    | GTW    | POR    | MIL    | MIL    | NSH   |         | —        | 0      |

1 A Long Beach-i és a Japán versenyt ugyanazon a napon rendezték a Champ Car és az IRL versenyzőknek és mindkét verseny bele számít a bajnokságba.
2 A verseny nem számít bele a bajnokságba

#### Indianapolis 500
| Év   | Karosszéria | Motor     | Rajthely | Eredmény | Csapat      |
| ---- | ----------- | --------- | -------- | -------- | ----------- |
| 2008 | Dallara     | Honda     | 23       | 13       | KV Racing   |
| 2009 | Dallara     | Honda     | 9        | 5        | Team Penske |
| 2010 | Dallara     | Honda     | 2        | 8        | Team Penske |
| 2011 | Dallara     | Honda     | 5        | 14       | Team Penske |
| 2012 | Dallara     | Chevrolet | 5        | 28       | Team Penske |
| 2013 | Dallara     | Chevrolet | 6        | 19       | Team Penske |
| 2014 | Dallara     | Chevrolet | 3        | 8        | Team Penske |
| 2015 | Dallara     | Chevrolet | 2        | 2        | Team Penske |
| 2016 | Dallara     | Chevrolet | 6        | 10       | Team Penske |
| 2017 | Dallara     | Chevrolet | 9        | 23       | Team Penske |
| 2018 | Dallara     | Chevrolet | 3        | 1        | Team Penske |
| 2019 | Dallara     | Chevrolet | 6        | 5        | Team Penske |
| 2020 | Dallara     | Chevrolet | 24       | 14       | Team Penske |
| 2021 | Dallara     | Chevrolet | 32       | 30       | Team Penske |
| 2022 | Dallara     | Chevrolet | 11       | 15       | Team Penske |
| 2023 | Dallara     | Chevrolet | 12       | 23       | Team Penske |